# Synagoga Majera Abramowicza w Łodzi (ul. Targowa 65)
Synagoga Majera Abramowicza w Łodzi – prywatny dom modlitwy znajdujący się w Łodzi przy ulicy Targowej 65.
Synagoga została zbudowana w 1898 roku z inicjatywy Majera Abramowicza. Mogła ona pomieścić 40 osób. W 1910 roku została przeniesiona do nowego lokalu znajdującego się przy ulicy Głównej 46.